# Schweizerische Lebensversicherungsgesellschaft Patria
Die Schweizerische Lebensversicherungsgesellschaft Patria war eine Schweizer Lebensversicherungsgesellschaft. Der in Basel ansässige Versicherer ging zwischen 1992 und 1996 sukzessive in den Helvetia Versicherungen auf.

## Geschichte

### Gründung und Entwicklung zum mittelgroßen Schweizer Versicherer
Zwar hatten sich in den 1860er und 1870er Jahren erste Lebensversicherungsgesellschaften in der Schweiz etabliert, aufgrund fehlender statistischer Grundlagen insbesondere hinsichtlich der Sterbetafeln akzeptierten diese jedoch nur größere Versicherungssummen. Der an der Universität Basel als Professor wirkende Mathematiker Hermann Kinkelin erarbeitete zu dieser Zeit Grundlagen und machte sich im Versicherungswesen einen Namen. Mit dem Ziel, sozial schwächeren Menschen eine Volksversicherung zu ermöglichen, wurde von der 1777 gegründeten Gesellschaft zur Förderung und Aufmunterung des Guten und Gemeinnützigen zu Basel zu ihrem 100. Jahrestag eine Kommission gegründet, der er angehörte. Diese erarbeitete die Grundlagen für die 1877 gegründete Basler Sterbe- und Alters-Kasse, bei deren konstituierender Sitzung Kinkelin am 28. Februar 1878 von Fritz Burckhardt als Leiter der Verwaltungskommission zum ersten Präsidenten ernannt wurde. Neben ihm im Vorstand saß auch Reinhold Sarasin, später Präsident des CVJM-Weltbundes.
Gemeinnützige Gesellschaften in anderen Schweizer Städten wollten dem Beispiel folgen, so dass die Kasse ihre Tätigkeit ausweitete und 1881 in Schweizerischen Sterbe- und Alterskasse umfirmierte. 1910 folgte die Umbenennung in Schweizerische Lebensversicherungsgesellschaft Patria. In der Folge wuchs die Gesellschaft unter der Leitung der Geschäftsleiter Eduard Meyer-Kläsi, als Nachfolger Kinkelins von 1887 bis 1932 im Amt, und dessen bis 1968 in der Verantwortung stehendem Nachfolger Louis Barthe stetig an. Hatte die Gesellschaft 1921 noch  5,1 Mio. CHF (heute ca. 27,3 Mio. CHF) Prämieneinnahmen, so wuchsen diese bis zum Ende des Jahrzehnts auf 10,1 Mio. CHF (heute ca. 68,8 Mio. CHF) an. Während des Zweiten Weltkriegs war die Gesellschaft von der Isolation und Mobilisation betroffen. Waren 1939 15,4 Mio. CHF (heute ca. 119,2 Mio. CHF) Prämieneinnahmen verzeichnet worden, gingen diese im folgenden Jahr auf 14,6 Mio. CHF zurück (heute ca. 103,7 Mio. CHF). Zudem ergab sich ein kriegsbedingtes niedriges Zinsniveau für die Schweiz, das zu einer Kürzung des Zinsfußes und damit der Erhöhung der Prämienreserven führte.
Nach dem Krieg bezog die Patria 1956 ein Hochhaus im Stadtteil St. Alban unweit des Aeschenplatzes, wo sie sukzessive expandierte. Dabei weitete sie ihre Geschäftstätigkeiten auf Kollektivversicherungen und später auch Kapital- und Rentenversicherungen mit größeren Versicherungssummen aus. 1965 wurde eine Krankenversicherungstochter und 1972 eine Tochter für das Haftpflicht-, Unfall- und Sachversicherungsgeschäft gegründet. 1976 expandierte sie ins Ausland und übernahm die Hamburger Lebensversicherung.
1973 initiierte die Patria gemeinsam mit dem Verband Schweizerischer Kantonalbanken die Swisscanto Sammelstiftung.

### Kooperation und Fusion mit der Helvetia
1992 vereinbarte die Patria mit der Helvetia eine strategische Kooperation, um den Schweizer Markt künftig gemeinsam zu bearbeiten. Dabei wurde unter anderem vereinbart, dass sich die Patria auf das Lebensversicherungsgeschäft konzentrieren solle, das restliche Geschäft wurde an die Helvetia übertragen. Gleichzeitig baute die genossenschaftlich organisierte Patria ihre Kapitalbeteiligung an der Helvetia aus, unter anderem 1993 durch die Übernahme der bis dato von der Winterthur Group gehaltenen Beteiligung.

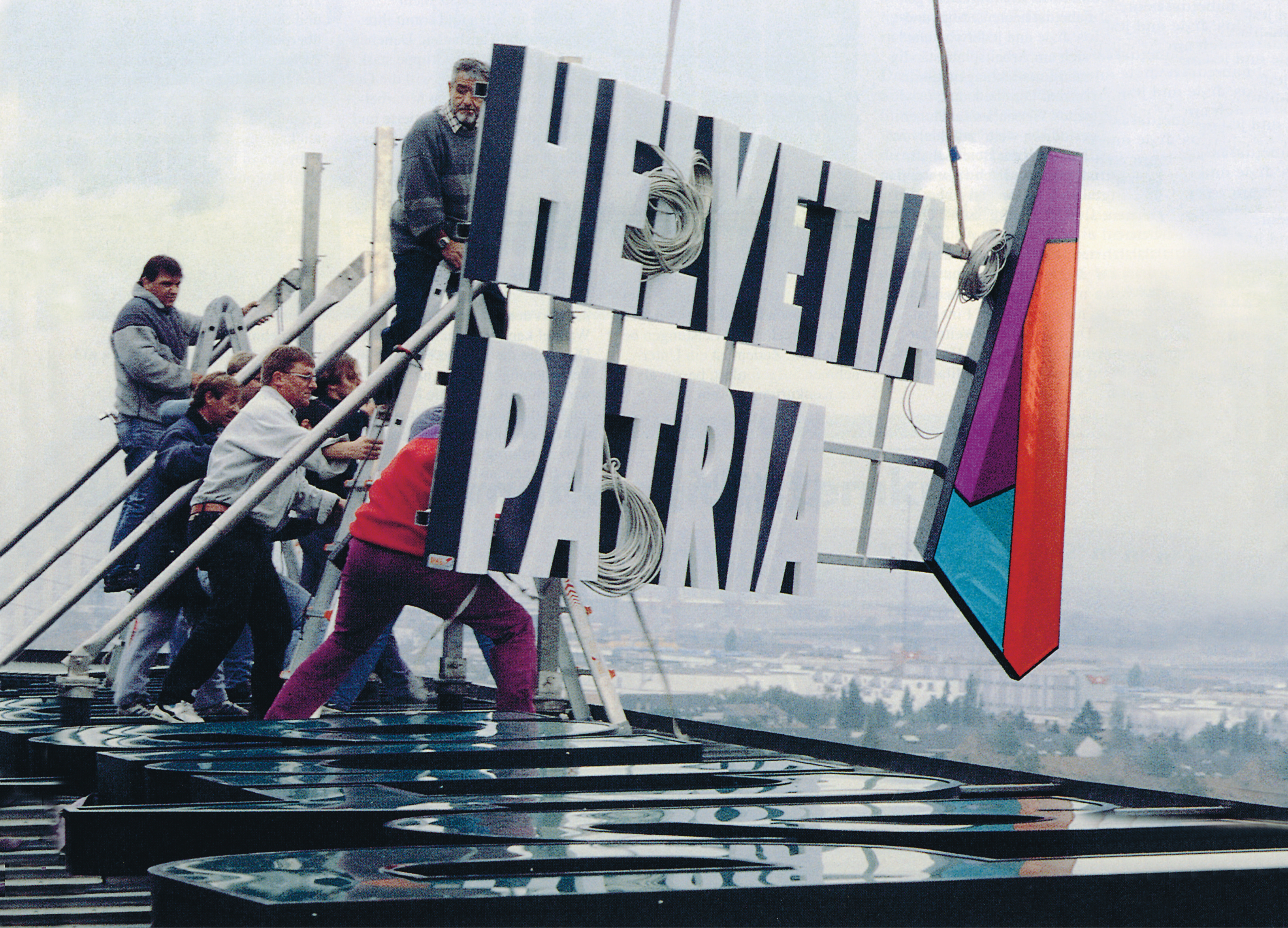
Gemeinsamer Marktauftritt von Patria und Helvetia – Installation des gemeinsamen Logos am Basler Hauptsitz (1994)

Ab Januar 1994 hatten beide Unternehmen eine gemeinsame Geschäftsleitung, zudem gab es einen gemeinsamen Marktauftritt.  Im folgenden Jahr gab es die Initiative, beide Unternehmen unter einer Holdinggesellschaft enger zu verknüpfen. Im Sommer 1995 stimmten die Genossenschaftsmitglieder der Patria dem Vorhaben zu, woraufhin zum 1. Januar 1996 die Gesellschaft ihre Rechtsform zu einer Aktiengesellschaft änderte und in die Holding Helvetia Patria eingebracht wurde.  Die in Basel ansässige Patria Genossenschaft gehörte in der Folge zu den Haupteigentümerinnen der Helvetia Holding, die im Lauf der Zeit den Namen Patria strich.